# Сарикемерський сільський округ
Сарикеме́рський сільський округ (каз. Сарыкемер ауылдық округі, рос. Сарыкемерский сельский округ) — адміністративна одиниця у складі Байзацького району Жамбильської області Казахстану. Адміністративний центр та єдиний населений пункт — село Сарикемер.
Населення — 32043 особи (2021; 24314 у 2009, 15563 у 1999, 14743 у 1989).
Станом на 1989 рік існувала Михайловська сільська рада (села Базарбай, Кусак, Михайловка). 1993 року були утворені Базарбайський сільський округ (села Базарбай, Кусак) та Сарикемерський сільський округ (село Сарикемер). 1997 року ліквідований Базарбайський сільський округ увійшов до складу Сарикемерського сільського округу. Після 1999 року до складу округу увійшло село Ульгулі Костюбинського сільського округу, однак 2004 року воно утворило окремий Ульгулинський сільський округ. 2013 року частина території площею 24,92 км² утворила окремий Байтерецький сільський округ — села Базарбай, Кусак та частина села Сарикемер. 2021 року частина села Сарикемер площею 5,76 км² була повернута до складу Сарикемерського сільського округу.